# Serra-Montmany
Serra-Montmany és una masia del Brull (Osona) protegida com a Bé Cultural d'Interès Local.

## Descripció
Construcció de planta quadrada amb planta baixa, pis i golfes, Té la façana principal encarada al sud, precedida d'una petita era. La teulada és a dues vessants i més alta a la part central i d'una sola vessant més baixa als costats de llevant i ponent. A llevant hi ha un cos afegit, amb funcions de corral o cort, amb teulada d'una vessant cap a llevant. Totes les cobertes són de teula àrab. La planta baixa de la casa és destinada a feines agràries, mentre que el pis és destinat a habitatge. De la façana principal s'ha de destacar la finestra del primer pis amb la llinda decorada.

## Història
Es coneix amb certesa l'existència de Serra-Montmany ja al segle xiii, concretament al 1270. Se sap també que restà habitat i en funcionament després de la pesta negra del 1348 i següents. La construcció actual, però, és molt posterior a aquestes dates i molt possiblement s'hagi de situar entre els segles xvii i XVIII. La casa va ser l'objecte de reformes a la dècada dels cinquanta del present segle, i ha esdevingut darrerament una segona residència, abandonant així la seva primitiva funció. Aquest fet és positiu en tant que contribueix notablement al seu manteniment dempeus.